# Đội tuyển bóng đá quốc gia Suriname
Đội tuyển bóng đá quốc gia Suriname (tiếng Hà Lan: Surinaams voetbalelftal) là đội tuyển cấp quốc gia của Suriname do Liên đoàn bóng đá Suriname quản lý.

## Thành tích tại giải vô địch thế giới
- 1930 - Không tham dự
- 1934 - Không tham dự
- 1938 - Bỏ cuộc
- 1950 đến 1958 - Không tham dự
- 1962 đến 1986 - Không vượt qua vòng loại
- 1990 - Không tham dự
- 1994 đến 2022 - Không vượt qua vòng loại

## Cúp Vàng CONCACAF
| Cúp Vàng CONCACAF | Cúp Vàng CONCACAF        | Cúp Vàng CONCACAF        | Cúp Vàng CONCACAF        | Cúp Vàng CONCACAF        | Cúp Vàng CONCACAF        | Cúp Vàng CONCACAF        | Cúp Vàng CONCACAF        |
| Năm               | Vòng                     | GP                       | W                        | D                        | L                        | GS                       | GA                       |
| ----------------- | ------------------------ | ------------------------ | ------------------------ | ------------------------ | ------------------------ | ------------------------ | ------------------------ |
| 1963-1967         | Không vượt qua vòng loại | Không vượt qua vòng loại | Không vượt qua vòng loại | Không vượt qua vòng loại | Không vượt qua vòng loại | Không vượt qua vòng loại | Không vượt qua vòng loại |
| 1971              | Bỏ cuộc                  | Bỏ cuộc                  | Bỏ cuộc                  | Bỏ cuộc                  | Bỏ cuộc                  | Bỏ cuộc                  | Bỏ cuộc                  |
| 1973              | Không vượt qua vòng loại | Không vượt qua vòng loại | Không vượt qua vòng loại | Không vượt qua vòng loại | Không vượt qua vòng loại | Không vượt qua vòng loại | Không vượt qua vòng loại |
| 1977              | Hạng 6                   | 5                        | 0                        | 0                        | 5                        | 6                        | 17                       |
| 1981              | Không vượt qua vòng loại | Không vượt qua vòng loại | Không vượt qua vòng loại | Không vượt qua vòng loại | Không vượt qua vòng loại | Không vượt qua vòng loại | Không vượt qua vòng loại |
| 1985              | Vòng bảng                | 4                        | 0                        | 1                        | 3                        | 2                        | 9                        |
| 1989-1991         | Không vượt qua vòng loại | Không vượt qua vòng loại | Không vượt qua vòng loại | Không vượt qua vòng loại | Không vượt qua vòng loại | Không vượt qua vòng loại | Không vượt qua vòng loại |
| 1993              | Bỏ cuộc                  | Bỏ cuộc                  | Bỏ cuộc                  | Bỏ cuộc                  | Bỏ cuộc                  | Bỏ cuộc                  | Bỏ cuộc                  |
| 1996              | Không vượt qua vòng loại | Không vượt qua vòng loại | Không vượt qua vòng loại | Không vượt qua vòng loại | Không vượt qua vòng loại | Không vượt qua vòng loại | Không vượt qua vòng loại |
| 1998              | Không tham dự            | Không tham dự            | Không tham dự            | Không tham dự            | Không tham dự            | Không tham dự            | Không tham dự            |
| 2000-2002         | Không vượt qua vòng loại | Không vượt qua vòng loại | Không vượt qua vòng loại | Không vượt qua vòng loại | Không vượt qua vòng loại | Không vượt qua vòng loại | Không vượt qua vòng loại |
| 2002              | Không tham dự            | Không tham dự            | Không tham dự            | Không tham dự            | Không tham dự            | Không tham dự            | Không tham dự            |
| 2003              | Bỏ cuộc                  | Bỏ cuộc                  | Bỏ cuộc                  | Bỏ cuộc                  | Bỏ cuộc                  | Bỏ cuộc                  | Bỏ cuộc                  |
| 2005-2019         | Không vượt qua vòng loại | Không vượt qua vòng loại | Không vượt qua vòng loại | Không vượt qua vòng loại | Không vượt qua vòng loại | Không vượt qua vòng loại | Không vượt qua vòng loại |
| 2021              | Vòng bảng                | 3                        | 1                        | 0                        | 2                        | 3                        | 5                        |
| 2023              | Không vượt qua vòng loại | Không vượt qua vòng loại | Không vượt qua vòng loại | Không vượt qua vòng loại | Không vượt qua vòng loại | Không vượt qua vòng loại | Không vượt qua vòng loại |
| Tổng cộng         | 1 lần hạng 6             | 12                       | 1                        | 1                        | 10                       | 11                       | 31                       |

## Đại hội Thể thao liên Mỹ
- (Nội dung thi đấu dành cho cấp đội tuyển quốc gia cho đến kỳ Đại hội năm 1995)

| Năm           | Vòng            | GP            | W             | D             | L             | GS            | GA            |               |
| ------------- | --------------- | ------------- | ------------- | ------------- | ------------- | ------------- | ------------- | ------------- |
| 1951 đến 1987 | Không tham dự   | Không tham dự | Không tham dự | Không tham dự | Không tham dự | Không tham dự | Không tham dự | Không tham dự |
| 1991          | Vòng bảng       | 3             | 1             | 1             | 1             | 4             | 3             |               |
| 1995          | Không tham dự   | Không tham dự | Không tham dự | Không tham dự | Không tham dự | Không tham dự | Không tham dự | Không tham dự |
| Tổng cộng     | 1 lần vòng bảng | 3             | 1             | 1             | 1             | 4             | 3             |               |

## Cầu thủ

### Đội hình hiện tại
Đây là đội hình được triệu tập tham dự Cúp Vàng CONCACAF 2021. Cập nhất thống kê tính đến ngày 20 tháng 7 năm 2021.
| Số | VT | Cầu thủ             | Ngày sinh (tuổi)  | Trận | Bàn | Câu lạc bộ          |
| -- | -- | ------------------- | ----------------- | ---- | --- | ------------------- |
| 1  | TM | Warner Hahn         | 15 tháng 6, 1992  | 7    | 0   | Unattached          |
| 13 | TM | Claidel Kohinor     | 7 tháng 2, 1992   | 21   | 0   | Robinhood           |
| 23 | TM | Ishan Kort          | 1 tháng 6, 2000   | 1    | 0   | Almere U21          |
|    |    |                     |                   |      |     |                     |
| 2  | HV | Damil Dankerlui     | 24 tháng 8, 1996  | 6    | 0   | Groningen           |
| 3  | HV | Sean Klaiber        | 31 tháng 7, 1994  | 3    | 0   | Ajax                |
| 4  | HV | Dion Malone         | 13 tháng 2, 1989  | 6    | 0   | NAC Breda           |
| 5  | HV | Ridgeciano Haps     | 12 tháng 6, 1993  | 5    | 0   | Feyenoord           |
| 12 | HV | Albert Nibte        | 20 tháng 5, 1993  | 14   | 0   | Leo Victor          |
| 15 | HV | Ryan Donk (Captain) | 30 tháng 3, 1986  | 6    | 1   | Galatasaray         |
| 18 | HV | Kelvin Leerdam      | 24 tháng 6, 1990  | 7    | 0   | Inter Miami         |
| 19 | HV | Anduelo Amoeferie   | 24 tháng 9, 1991  | 13   | 0   | Inter Moengotapoe   |
|    |    |                     |                   |      |     |                     |
| 6  | TV | Ryan Koolwijk       | 8 tháng 8, 1985   | 5    | 0   | Almere City         |
| 8  | TV | Roland Alberg       | 6 tháng 8, 1990   | 3    | 1   | Hyderabad           |
| 14 | TV | Sersinho Eduard     | 4 tháng 9, 1994   | 25   | 1   | Inter Moengotapoe   |
| 16 | TV | Mitchell Donald     | 10 tháng 12, 1988 | 2    | 0   | BB Erzurumspor      |
| 21 | TV | Diego Biseswar      | 8 tháng 3, 1988   | 6    | 0   | Apollon Limassol FC |
|    |    |                     |                   |      |     |                     |
| 7  | TĐ | Florian Jozefzoon   | 9 tháng 2, 1991   | 5    | 1   | Unattached          |
| 9  | TĐ | Nigel Hasselbaink   | 21 tháng 11, 1990 | 9    | 8   | Unattached          |
| 10 | TĐ | Alvaro Verwey       | 12 tháng 1, 1999  | 3    | 1   | Voorwaarts          |
| 11 | TĐ | Sheraldo Becker     | 9 tháng 2, 1995   | 5    | 2   | Union Berlin        |
| 17 | TĐ | Dimitrie Apai       | 19 tháng 7, 1994  | 25   | 4   | W Connection        |
| 20 | TĐ | Gleofilo Vlijter    | 17 tháng 9, 1999  | 12   | 13  | Beitar Jerusalem    |
| 22 | TĐ | Ivenzo Comvalius    | 24 tháng 6, 1997  | 18   | 8   | Trenčín             |

### Triệu tập gần đây
| Vt | Cầu thủ           | Ngày sinh (tuổi)  | Số trận | Bt | Câu lạc bộ        | Lần cuối triệu tập                      |
| -- | ----------------- | ----------------- | ------- | -- | ----------------- | --------------------------------------- |
| TM | Obrendo Huiswoud  | 6 tháng 12, 1990  | 27      | 0  | Inter Moengotapoe | 2021 CONCACAF Gold Cup PRE              |
|    |                   |                   |         |    |                   |                                         |
| HV | Miquel Darson     | 27 tháng 5, 1993  | 23      | 0  | Inter Moengotapoe | 2022 FIFA World Cup Qualifier           |
| HV | Ivanildo Misidjan | 8 tháng 7, 1993   | 11      | 0  | Broki             | 2021 CONCACAF Gold Cup PRE              |
| HV | Ervin Tjon-A-Loi  | 6 tháng 4, 1995   | 9       | 0  | Inter Moengotapoe | 2021 CONCACAF Gold Cup PRE              |
| HV | Shaquille Pinas   | 19 tháng 3, 1998  | 4       | 2  | Ludogorets        | 2022 FIFA World Cup Qualifier           |
| HV | Zerguinho Deira   | 23 tháng 7, 2002  | 3       | 0  | Transvaal         | 2021 CONCACAF Gold Cup PRE              |
| HV | Ramon Leeuwin     | 1 tháng 9, 1987   | 3       | 0  | Almere City       | 2022 FIFA World Cup Qualifier           |
| HV | Myenty Abena      | 12 tháng 12, 1994 | 2       | 0  | Slovan Bratislava | 2022 FIFA World Cup Qualifier           |
|    |                   |                   |         |    |                   |                                         |
| TV | Gilberto Cronie   | 8 tháng 12, 1996  | 6       | 0  | Leo Victor        | 2021 CONCACAF Gold Cup PRE              |
| TV | Tjaronn Chery     | 4 tháng 6, 1988   | 3       | 0  | Maccabi Haifa     | 2022 FIFA World Cup Qualifier           |
| TV | Jerrel Wijks      | 15 tháng 3, 1998  | 1       | 0  | Inter Moengotapoe | 2021 CONCACAF Gold Cup PRE              |
| TV | Jamilhio Rigters  | 11 tháng 11, 1999 | 0       | 0  | Robinhood         | 2021 CONCACAF Gold Cup PRE              |
| TV | Roscello Vlijter  | 1 tháng 1, 2000   | 3       | 0  | Telstar           | v. Bermuda; ngày 4 tháng 6 năm 2021 PRE |
|    |                   |                   |         |    |                   |                                         |
| TĐ | Mitchell te Vrede | 7 tháng 9, 1991   | 2       | 0  | Al-Fateh          | 2022 FIFA World Cup Qualifier           |